# 双ヶ岡1号墳
双ヶ岡1号墳（ならびがおかいちごうふん、双ヶ丘1号墳）は、京都府京都市右京区御室双岡町にある古墳。形状は円墳。双ヶ岡古墳群を構成する古墳の1つ。史跡指定はされていない。

## 概要
| 期     | 古墳名                     | 形状       | 規模   | 石室全長 | 築造時期    | 陵墓・史跡     |
| ------ | -------------------------- | ---------- | ------ | -------- | ----------- | -------------- |
|        | 垂箕山古墳                 | 前方後円墳 | 65m    |          | 5c末-6c初頭 | 宮内庁治定墓   |
| 3      | 天塚古墳                   | 前方後円墳 | 73m    | (8.1m)   | 6c前半      | 国の史跡       |
| 3      | 天塚古墳                   | 前方後円墳 | 73m    | (7.7m)   | 6c前半      | 国の史跡       |
| 4 ・ 5 | 清水山古墳                 | 前方後円墳 | 57m    |          | 6c中葉-後半 | （消滅）       |
| 4 ・ 5 | 段ノ山古墳                 | 前方後円墳 |        |          | 6c中葉-後半 | （消滅）       |
| 4 ・ 5 | 双ヶ岡1号墳                | 円墳       | 44m    | 15.8m    | 6世紀後半   | なし           |
| 4 ・ 5 | 衣笠山1号墳                | 円墳       | 26m    | (6.0m)   | 6世紀後半   | なし           |
| 6      | 蛇塚古墳                   | 前方後円墳 | 75m    | 17.8m    | 6c末-7c初頭 | 国の史跡       |
| 6      | 円山古墳 （大覚寺1号墳）   | 円墳       | 50m    | 14.7m    | 6c末-7c初頭 | 陵墓参考地     |
| 6      | 狐塚古墳 （大覚寺4号墳）   | 円墳       | 28m    | (12.8m)  | 6c末-7c初頭 | なし           |
| 6      | 入道塚古墳 （大覚寺2号墳） | 方墳       | 30m    | 11.2m    | 6c末-7c初頭 | 陵墓参考地     |
| 6      | 南天塚古墳 （大覚寺3号墳） | 円墳       | 25-30m | 8.1m     | 6c末-7c初頭 | （埋没）       |
| 6      | 御堂ヶ池1号墳              | 円墳       | 30m    | (8.3m)   | 6c末-7c初頭 | 京都市登録史跡 |
| 7      | 甲塚古墳                   | 円墳       | 38m    | 14.4m    | 7c前半      | なし           |
| 7      | 広沢古墳                   | 円墳       | 30m    | 12.0m    | 7c前半      | なし           |

京都盆地（山城盆地）西部、双ヶ丘の一ノ丘頂上に築造された単独の大型円墳である。双ヶ丘では、一ノ丘と二ノ丘の間の谷筋に9基、二ノ丘の頂上に1基、二ノ丘南裾から三ノ丘に13基の古墳計24基が分布するが、本古墳はそのうちで最大規模になる。これまでに盗掘に遭っているほか、1980年（昭和55年）に発掘調査が実施されている。
墳形は円形で、直径44メートル・高さ8メートルを測る。埋葬施設は両袖式の横穴式石室で、南西方向に開口した（調査後に埋め戻し）。石室全長15.8メートルを測る大型石室であり、石材には巨石が使用される。副葬品の大部分は失われており、石室内の調査では石棺片のほか、金環・鉄製品片・須恵器片・土師器片のみが検出されている。
築造時期は古墳時代後期の6世紀後半頃と推定される。太秦・嵯峨野地域の古墳のうちでは、蛇塚古墳に先行する時期の首長墓に位置づけられ、嵯峨野一帯を開発した渡来系氏族の秦氏との関連を示唆する古墳として注目される。なお、戦前に清原夏野（837年）の墓として顕彰されたことで、古墳前に石碑が建てられている。

## 遺跡歴
- 1912年（明治12年）、清原夏野墓碑の建立[2]。
- 1941年（昭和16年）11月13日、国の名勝「雙ヶ岡」の指定[3]。
- 1978年（昭和53年）、京都市による双ヶ丘の公有化（以後環境整備）[2]。
- 1980年（昭和55年）、双ヶ岡1号墳の環境整備に伴う発掘調査（京都市文化観光局、1981年に報告）[2]。
- 1986年（昭和61年）、双ヶ丘の一般開放[2]。

## 埋葬施設

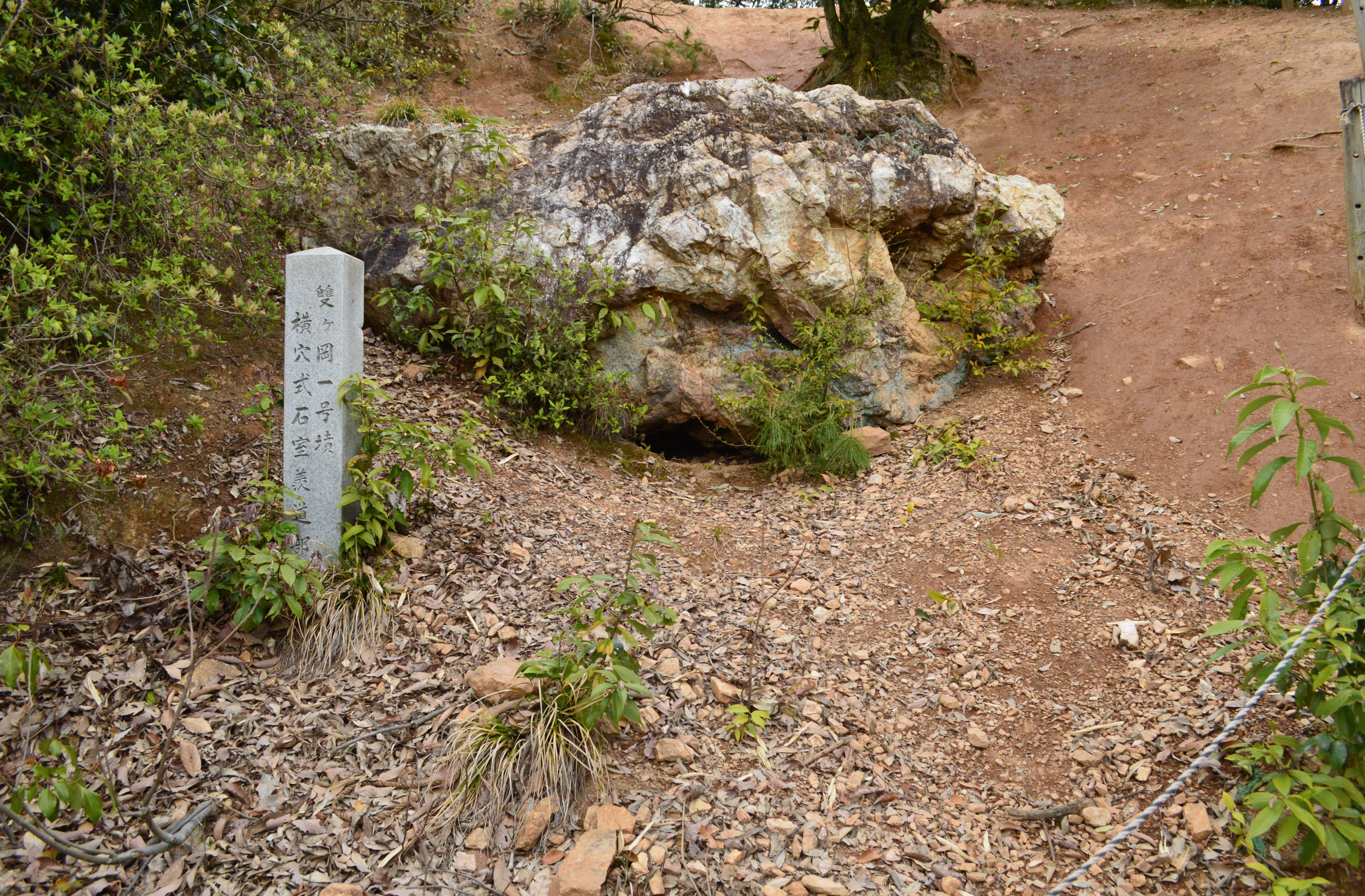
旧石室開口部（現在は閉塞）

埋葬施設としては両袖式横穴式石室が構築されており、南西方向に開口した（調査後に埋め戻し）。石室の規模は次の通り。
- 石室全長：15.8メートル
- 玄室：長さ6.4メートル、幅4.0メートル、高さ5.2メートル（報告書では長さ6.1メートル、幅3.6メートル、高さ5.0メートル[4]）
- 羨道：長さ9.2メートル、幅2.3メートル、高さ2.3メートル（報告書では長さ8.5メートル、幅2.4メートル、高さ2.3メートル[4]）

玄室の奥壁は各1石の3段積み、側壁は4段積み、前壁は2段積みによって構築される。玄門部は1段、羨道の側壁は推定2段積みである。玄室右壁の一部が崩れて天井石の一部が傾くなど崩壊する危険があるため、調査後に玄室部分には土嚢が充填されている。
石室内は盗掘に遭っており、調査では凝灰岩製石棺片のほか金環・鉄製品片・須恵器片・土師器片のほか、平安時代の土器のみが検出されている。

## 関連文献
（記事執筆に使用していない関連文献）
- 京都大学考古学研究会 編「各古墳の概要 > 双ケ岡1号墳」『嵯峨野の古墳時代 -御堂ヶ池群集墳発掘調査報告-』京大考古学研究会出版事務局、1971年。
- 京都市 編「古墳時代 > 右京区」『史料京都の歴史 第2巻 考古』平凡社、1983年。